# Basidiodendron nikau
Basidiodendron nikau är en svampart som först beskrevs av Robert Francis Ross McNabb, och fick sitt nu gällande namn av Wojewoda 1981. Basidiodendron nikau ingår i släktet Basidiodendron, ordningen Auriculariales, klassen Agaricomycetes, divisionen basidiesvampar och riket svampar.   Inga underarter finns listade i Catalogue of Life.